# 新瓦爾沙夫卡區
新瓦爾沙夫卡區（俄语：Нововаршавский район），是俄羅斯的一個區，位於該國西南部，由鄂木斯克州負責管轄，面積2,200平方公里，2010年人口24,450，人口密度每平方公里11.11人。
54°10′13″N 74°41′50″E / 54.17028°N 74.69722°E